# Joey Didulica
Joseph Anthony Didulica [ˈdidulitsa] (Geelong, 14 ottobre 1977) è un ex calciatore croato, ma nato in Australia, di ruolo portiere.
Nel 2006 si è ritirato dalla Nazionale croata, con cui contava 4 presenze, e nell'ottobre 2011 ha appeso gli scarpini al chiodo.

## Statistiche

### Cronologia presenze e reti in nazionale
| Cronologia completa delle presenze e delle reti in nazionale ― Croazia | Cronologia completa delle presenze e delle reti in nazionale ― Croazia | Cronologia completa delle presenze e delle reti in nazionale ― Croazia | Cronologia completa delle presenze e delle reti in nazionale ― Croazia | Cronologia completa delle presenze e delle reti in nazionale ― Croazia | Cronologia completa delle presenze e delle reti in nazionale ― Croazia | Cronologia completa delle presenze e delle reti in nazionale ― Croazia | Cronologia completa delle presenze e delle reti in nazionale ― Croazia |
| Data                                                                   | Città                                                                  | In casa                                                                | Risultato                                                              | Ospiti                                                                 | Competizione                                                           | Reti                                                                   | Note}                                                                  |
| ---------------------------------------------------------------------- | ---------------------------------------------------------------------- | ---------------------------------------------------------------------- | ---------------------------------------------------------------------- | ---------------------------------------------------------------------- | ---------------------------------------------------------------------- | ---------------------------------------------------------------------- | ---------------------------------------------------------------------- |
| 28-4-2004                                                              | Skopje                                                                 | Macedonia                                                              | 0 – 1                                                                  | Croazia                                                                | Amichevole                                                             | -                                                                      | 51’ 80’                                                                |
| 29-1-2006                                                              | Hong Kong                                                              | Croazia                                                                | 0 – 2                                                                  | Corea del Sud                                                          | Amichevole                                                             | -2                                                                     |                                                                        |
| 1-2-2006                                                               | Hong Kong                                                              | Hong Kong                                                              | 0 – 4                                                                  | Croazia                                                                | Amichevole                                                             | -                                                                      | 51’                                                                    |
| 23-5-2006                                                              | Vienna                                                                 | Austria                                                                | 1 – 4                                                                  | Croazia                                                                | Amichevole                                                             | -                                                                      | 51’                                                                    |
| Totale                                                                 |                                                                        | Presenze                                                               | 4                                                                      |                                                                        | Reti                                                                   | -2                                                                     |                                                                        |

## Palmarès

### Club

#### Competizioni nazionali
- Campionato olandese: 2

Ajax: 2001-2002
AZ Alkmaar: 2008-2009
- Coppa dei Paesi Bassi: 2

Ajax: 1998-1999, 2001-2002
- Supercoppa dei Paesi Bassi: 2

Ajax: 2002
AZ Alkmaar: 2009
- Campionato austriaco: 1

Austria Vienna: 2005-2006
- Coppa d'Austria: 2

Austria Vienna: 2004-2005, 2005-2006
- Supercoppa d'Austria: 1

Austria Vienna: 2004